# Кулама (општина)
Општина Кулама (ест. Kullamaa vald) рурална је општина у централном делу округа Ланема на западу Естоније.
Општина заузима територију површине 224,6 km2. Граничи се са општинама Лане-Нигула на северу и Мартна на западу и југу. На истоку се граничи са округом Раплама.
Према статистичким подацима из јануара 2016. на територији општине живело је 1.111 становника, или у просеку око 4,9 становника по квадратном километру.
Административни центар општине налази се у селу Кулама у ком живи око 300 становника.
На територији општине налази се 14 села.